# سادو علي ورسمى
سادو علي ورسمى (بالصومالية: Saado Cali Warsame)‏، (بالإنجليزية: Sado Ali Warsame)‏ ؛ 1950 — 23 يوليو 2014) كانت سياسية صومالية - أمريكية مغنية وكاتبة أغاني. شغلت منصب نائبة في البرلمان الفيدرالي للصومال. ممثلة في ولاية أرض البنط الصومالية. شخصية بارزة في الموسيقى الصومالية التقليدية، تركز عملها الفني والتشريعي على العدالة السياسية والاجتماعية. قتلها إسلاميون من حركة الشباب في مقديشو.

## الحياة الشخصية
وُلدت سادو عام 1950 في بوهودلي الواقعة في منطقة عين في أرض البنط.  جاءت من عائلة بدوية من فرع خالد هبروا من عشيرة ذولبهانت الكبرى من عشيرة هارتي دارود. 
بعد اندلاع الحرب الأهلية في الصومال في أوائل التسعينيات، انتقلت سادو إلى مينيابوليس بولاية مينيسوتا.  أقامت فيما بعد لفترة في سانت كلاود.
في عام 2012، انتقلت سادو إلى الصومال للخدمة في الحكومة الفيدرالية المنشأة حديثًا ومقرها مقديشو.

## حياتها المهنية

### موسيقى

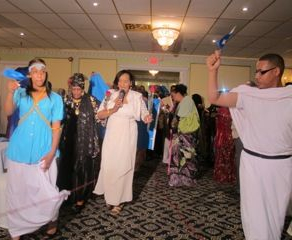
سادو علي ورسمى تؤدي في حدث مجتمعي صومالي تم تنظيمه على شرفها (2011).

كانت سادو شخصية بارزة في الموسيقى الصومالية التقليدية. لوحظ فنها لتأكيده على العدالة السياسية والاجتماعية، فضلاً عن القومية والحب الرومانسي. غالبًا ما استخدمت الهجاء والاستعارة والتلميحات التاريخية لنقل موضوعات معقدة بطريقة مفهومة. 
انتقدت أغنية سادو "لاند كاروسار" حكم اللصوص(كليبتوقراطية) في المجلس العسكري الحاكم. كما ألقت باللوم على الإدارة غير الكفؤة لتدمير البنية التحتية في مقديشو آنذاك فندقان من فئة الخمس نجوم، وهما مؤسستان تم بناؤهما في الأصل بأموال عامة. بالإضافة إلى ذلك، كانت سادو واحدًتا من العديد من الفنانين الصوماليين البارزين الذين شاركوا في قصيدة "ديلي" المسلسلة الطويلة. استغلت الفرصة للدفاع عن قضية الشماليين من النظام الاستبدادي المتزايد المتمركز في الجنوب.
بعد اندلاع الحرب الأهلية في التسعينيات، أكدت مؤلفات سادو على الهوية الوطنية والمشاركة في عملية إعادة الإعمار بعد الصراع. قامت "آان كو تاليو" بسخرية روح الدعابة من الاقتتال السياسي والظلم والإبادة الجماعية للانفصالي في أرض الصومال. كما دعمت ورسمى نائب رئيس الصومال السابق محمد علي سمتر خلال دعوى مدنية تم رفعها ضده في عام 2009، اعتقادًا منه أنه تم تمييزه ظلماً كعضو في النظام السابق.
بالإضافة إلى ذلك ، كانت سادو ينتقد صوماليلاند . أغنيتها "لا يمكنك أن تتلاشى لاس عانود، بلدنا الصومال غير مقسم إلى قسمين." تشيد بشكل خاص بمدينة لاس عانود، التي استولت عليها قوات أرض الصومال في عام 2007، لدورها التاريخي كمهد لحركة الدراويش القومية والمناهضة للاستعمار. العنوان يترجم كـ "يا لاس أنود، ستبقى دائمًا جزءًا من الصومال، بلدنا واحد." 

### عضوالبرلمان الاتحادي الصومالي
بعد إنشاء البرلمان الفيدرالي الصومالي في عام 2012 ، انتقلت سادو إلى العاصمة مقديشو الواقعة في مقاطعة بنادر جنوب شرق البلاد. عملت لاحقًا كعضوة في البرلمان في الهيئة التشريعية الجديدة ، ممثلة الدوائر الإقليمية لولاية بونت لاند الواقعة في شمال شرق البلاد. 

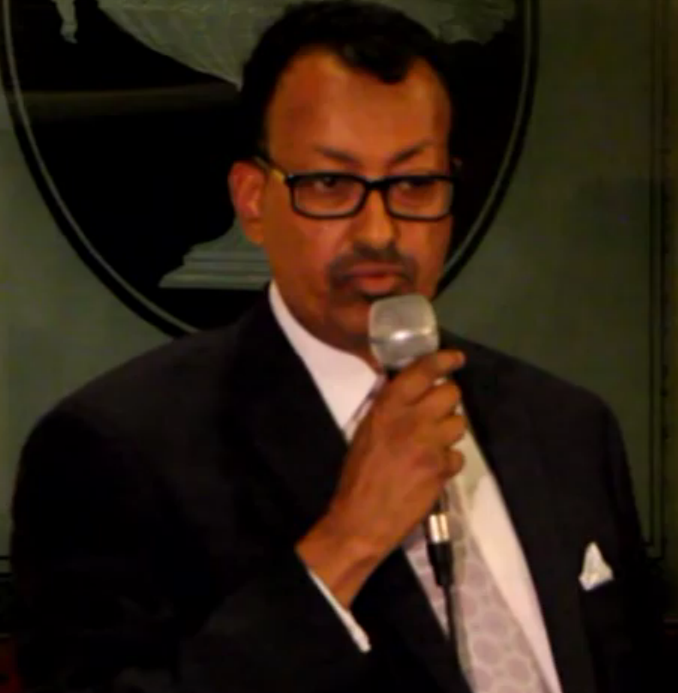
عبد القادر علي يتحدث في حدث لإحياء ذكرى سادو علي ورسمى.

## موتها
في 23 يوليو 2014، قُتلت سادو وسائقها من قبل مهاجمين مجهولين في مقديشو بينما كانت في طريقها إلى أحد الفنادق.  وأعلنت حركة الشباب مسؤوليتها عن الهجوم الذي قالت إنه جزء من حملة اغتيال نواب صوماليين. أصدر كل من الرئيس الصومالي حسن شيخ محمود، ورئيس الوزراء عبد الولي شيخ أحمد، والممثل الخاص للأمم المتحدة في الصومال نيكولاس كاي ،  وسفير ألمانيا في الصومال أندرياس بيشك ،  ووزارة الخارجية الأمريكية جميعًا بيانات يدينون الاغتيال ويعربون عن التعازي. لعائلة سادو.   كما طالب قادة الجالية الصومالية الأمريكية في مينيسوتا بإجراء تحقيق كامل من قبل وزارة الخارجية في وفاتها.  بالإضافة إلى ذلك، تعهد رئيس الوزراء عبد الولي شيخ أحمد بالقبض على الجناة.  في أبريل 2015، حُكم على عنصرين من حركة الشباب بالإعدام وتم إعدامهما لاحقًا بتهمة اغتيال سادو وقتل العديد من المسؤولين الفيدراليين الآخرين. 
في 24 يوليو 2014 ، أقامت الحكومة الفيدرالية الصومالية جنازة سادو على شرف سادو في مجمع فيلا الصومال الرئاسي في العاصمة مقديشو. حضر القداس الرئيس حسن شيخ محمود، ورئيس الوزراء عبد الولي شيخ أحمد ، ورئيس مجلس النواب محمد عثمان جواري، والنائب الأول لرئيس مجلس النواب جيلاني نور ايكار، وعمدة مقديشو حسن محمد حسين مونجاب، ووزراء ومشرعون وفنانون مشهورون وزملاء سابقون، حيث تمت تلاوة صلاة الجنازة. ودفنت سادو بعد ذلك في مقبرة مستشفى المدينة في حي واداجير بمقديشو. 